# ソコボウズ

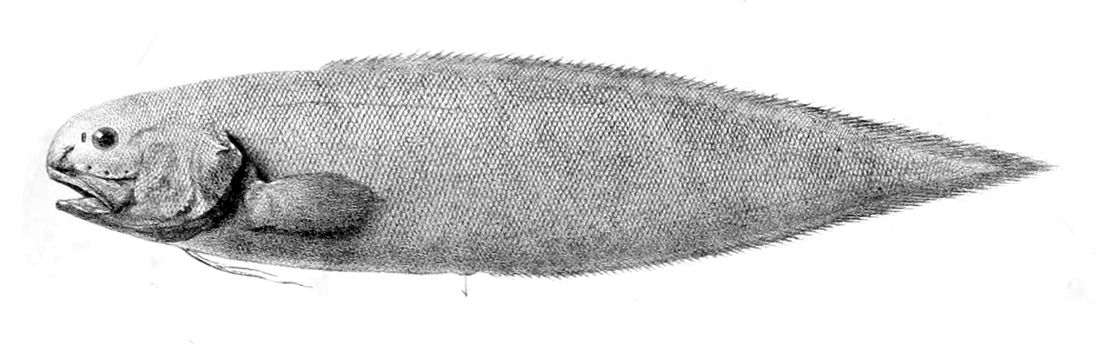
体型

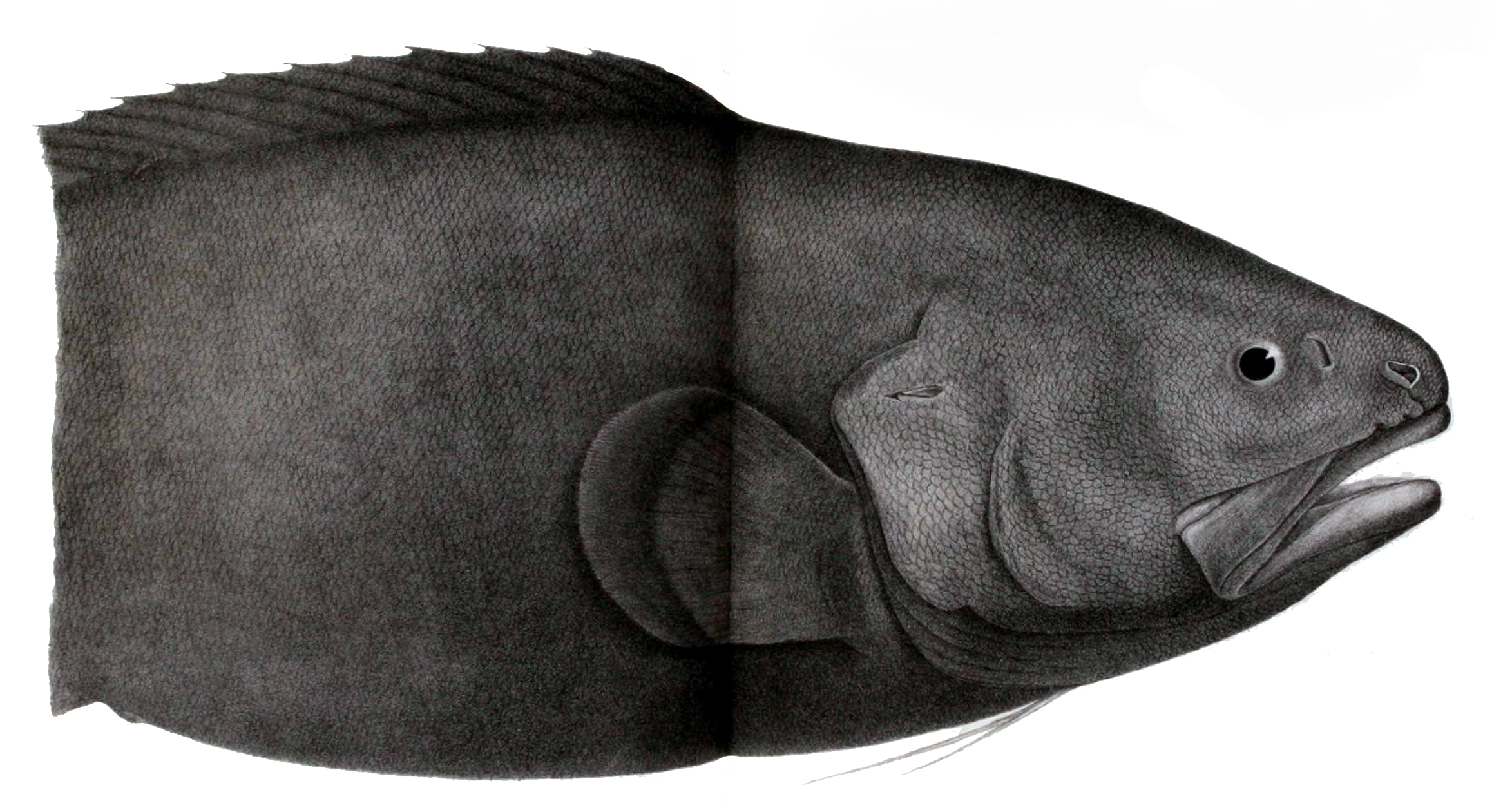
頭部

ソコボウズ（底坊主、学名：Spectrunculus grandis）とは、条鰭綱アシロ目に属する魚類の一種。

## 特徴
アシロ目の深海魚の中では最大級で、体長50 - 100センチメートルになり、最大では2メートルを超すという大物もいるといわれる。体色はくすんだ白灰色。
やや太長い体型をしており、アシロ目の魚類の体型特徴がよく出ており、尾鰭が無く、腹鰭が糸状になっている。口先がやや丸く、頭部はやや大きめで、体に比べて小さいが、目立つ黒い目を持っている。
名前の由来は、深海底付近に生息していることと、頭部の見た目がつるんとしたなめらかな容貌から、“底坊主”と呼ばれるようになった。

## 分布
日本近海の深海底部を住み場所にしている。
通常の生息深度は1,000メートル未満から5,000メートル付近だが、時には6,000メートル以深にまで分布域を拡げる場合もあり、深海魚の中でも高水圧に対する耐圧性が非常に強い種であると思われる。

## 生態
深海魚の為に詳しい生態や、繁殖については不明。幼魚時代は表層で浮遊生活をしている。
深海に落ちてくる生物の死体を主な常食にしており、体をゆっくりとだが、活発に泳がせて、表層部から落ちてくる生物の死体を待ち受けている。その体の大きさは3,000メートル以深の深海底では最大級の動物であり、死体の他にもそこに集まる動物を捕食、または巨体にものを言わせて独占するとも思われる。
その体型と筋肉構造から速くは泳げないものの、深海という栄養や餌の乏しい世界で無駄な体力消費を抑えるようにゆっくりと、しかし、活発に動いて、海洋上層部から降ってくる生物の遺体を確実に探せるような持久力を持つように、そして、移動距離を稼ぐために巨体になったともいわれる。